# Hiéroglyphe égyptien D30
Le hiéroglyphe égyptien D30 (deux bras levés couchés avec un appendice) est classifié dans la section D « Parties du corps humain » de la liste de Gardiner ; cet hiéroglyphe y est noté D30.

## Représentation
Il représente deux bras levés (D28) à l'horizontale avec un appendice.

## Utilisation
| n | G21 | H | b | w | kA · kA · kA | D30 |

| n | G21 | H | b | w | kA · kA · kA | D30 |

« celui qui combine (ou pourvoit) les kaou (Nehebkaou et sa fête) ».